# Championnat du Yémen de football 2003-2004
Navigation
Saison précédente Saison suivante
La saison 2003-2004 du Championnat du Yémen de football est la douzième édition de la première division au Yémen. Douze formations sont rassemblées au sein d'une poule unique et s'affrontent deux fois au cours de la saison,à domicile et à l'extérieur. Les deux derniers sont relégués en Division 1, la deuxième division yéménite et remplacés par les 4 meilleurs clubs de D2, afin de faire passer le championnat de 12 à 14 équipes.
C’est le tenant du titre, Al-Sha'ab Ibb qui remporte à nouveau la compétition cette saison après avoir terminé en tête du classement final, avec deux points d'avance sur Al Ahli Sanaa et sept sur Al-Tilal Aden. Il s’agit du second titre de champion du Yémen de l’histoire du club, qui manque le doublé en s'inclinant en finale de la Coupe du Yémen face à Al Ahli Sanaa.

## Les clubs participants
| - Al-Sha'ab Ibb - Al-Ahli Hudaydah - Al-Wehda Sana'a - Al-Tilal Aden - May 22 Sana'a - Al Hilal Hudaydah | - Shabab Al Baydaa (ar) - Promu de D2 - Al Sha'ab Hadramaut - Al Yarmuk al-Rawda - Promu de D2 - Hassan Abyan - Al Saqr Ta'izz - Al Ahli Sanaa |

## Compétition
Le barème de points servant à établir le classement se décompose ainsi :
- Victoire : 3 points
- Match nul : 1 point
- Défaite : 0 point

### Classement
| Rang | Équipe              | Pts | J  | G  | N | P  | Bp | Bc | Diff |
| ---- | ------------------- | --- | -- | -- | - | -- | -- | -- | ---- |
| 1    | Al-Sha'ab IbbT      | 46  | 22 | 13 | 7 | 2  | 29 | 13 | +16  |
| 2    | Al Ahli SanaaC      | 44  | 22 | 14 | 2 | 6  | 47 | 25 | +22  |
| 3    | Al-Tilal SC         | 39  | 22 | 12 | 3 | 7  | 32 | 24 | +8   |
| 4    | Al Wehda Club Sanaa | 37  | 22 | 11 | 4 | 7  | 32 | 25 | +7   |
| 5    | Al Hilal Hudaydah   | 36  | 22 | 10 | 6 | 6  | 29 | 23 | +6   |
| 6    | May 22 Sana         | 30  | 22 | 9  | 3 | 10 | 36 | 32 | +4   |
| 7    | Shabab Al BaydaaP   | 28  | 22 | 7  | 7 | 8  | 29 | 31 | -2   |
| 8    | Al Saqr Ta'izz      | 24  | 22 | 5  | 9 | 8  | 28 | 26 | +2   |
| 9    | Al Sha'ab Hadramaut | 24  | 22 | 6  | 6 | 10 | 18 | 26 | -8   |
| 10   | Al Yarmuk al-RawdaP | 22  | 22 | 6  | 4 | 12 | 23 | 32 | -9   |
| 11   | Hassan Abyan        | 19  | 22 | 5  | 4 | 13 | 22 | 32 | -10  |
| 12   | Al-Ahli Hudayda     | 17  | 22 | 4  | 5 | 13 | 10 | 46 | -36  |

|  | Champion du Yémen 2003-2004                                                    |
|  | Relégation directe en Division 1                                               |
|  | T : Tenant du titre C : Vainqueur de la Coupe du Yémen P : Promu de Division 1 |

## Bilan de la saison
| Championnat du Yémen de football 2003-2004 |                          |
| Champion                                   | Al-Sha'ab Ibb (2e titre) |
| Coupes et trophées                         |                          |
| Vainqueur de la Coupe du Yémen 2003-2004   | Al Ahli Sanaa            |
| Qualifications continentales               |                          |
| Coupe de l'AFC 2005                        | Aucun                    |
| Promotions et relégations                  |                          |
| Promus en Yemeni League                    | Al Shula Aden            |
| Promus en Yemeni League                    | Al Sha'ab Sana'a         |
| Promus en Yemeni League                    | Shabab al-Jeel Hudayda   |
| Promus en Yemeni League                    | Al Ittihad Ibb           |
| Relégués en Division 1                     | Hassan Abyan             |
| Relégués en Division 1                     | Al-Ahli Hudayda          |